# Macropus bernardus
El walaró Woodward (Macropus bernardus), también conocido como walaró negro y walaró de Bernard, es una especie de marsupial diprotodonto de la familia Macropodidae restringido a una pequeña zona montañosa en Arnhem Land, Territorio del Norte, entre el sur y el río Alligator Nabarlek (Australia). Se clasifica como casi amenazada, principalmente debido a lo limitado de su distribución.
El walaró negro el más pequeño de los wallaroos y también el más distintivo. Es sexualmente dimorfo, los machos con la piel completamente de color negro o marrón oscuro y las hembras de color gris. Es poco conocido, son tímidos pastoreadores nocturnos, no se reúnen en grupos. Para escapar del peligro se esconde en su madriguera rocosas, no se queda para defenderse. Son localmente comunes, y gregarios.